# Over the Back Fence
Over the Back Fence è un cortometraggio muto del 1913 diretto da C. Jay Williams.

## Produzione
Il film fu prodotto dalla Edison Company.

## Distribuzione
Distribuito dalla General Film Company, il film - un cortometraggio in una bobina - uscì nelle sale cinematografiche degli Stati Uniti il 3 febbraio 1913. Venne distribuito anche nel Regno Unito il 16 aprile 1913.